# U Bezděčína
U Bezděčína je přírodní památka poblíž obce Obrataň v okrese Pelhřimov v nadmořské výšce 614–625 metrů. Oblast spravuje Krajský úřad Kraje Vysočina. Důvodem ochrany je prameniště a potoční niva s výskytem zvláště chráněných druhů